# Георги Богровски
Георги Стоянчев Богровски е български политик, земеделец. Кмет на Горна баня от 1920 до 1924 г.

## Биография
Георги Богровски е роден в Горна баня в семейството на Стоянчо Богровски, потомък на един от кореняшките горнобански родове-основатели на селището – Богровски.
Природно интелигентен, трудолюбив земеделец и добър стопанин, в началото на 20 век той изкупува множество ниви и ливади в родното си село и постепенно се превръща в едър земевладелец, един от най-големите собственици на земеделска земя в Горна баня. При колективизацията на селскостопанските земи през 1958 г. притежава над 120 декара в горнобанското землище. Участва във войните 1912 – 1918 г. Активен член на БЗНС през първата половина на 20 век, един от лидерите на съюза в Горна баня. Уважаван от горнобанчани, той е избран за кмет през 1920 г. По време на кметуването му е прокарана първата павирана улица в квартала, свързваща минералната баня и гарата в Горна баня и са осъществени редица благоустройствени мероприятия.

## Семейство
Съпругата му Злата Тодорова Богровска (1885-1974) е родом от някогашното село Обрадовци, днес вляло се в столичните квартали Бенковски и Орландовци. Любопитен факт е, че за да се оженят, Георги открадва Злата от дома на родителите ѝ.
Двамата с нея имат 8 деца (5 сина и 3 дъщери), 16 внуци, 16 правнуци и 16 праправнуци. Правнук на Георги Богровски е Димитър Цанчев, български дипломат, постоянен представител на България към Европейския съюз, бивш посланик на България в Израел и в ООН-Женева, бивш заместник външен министър, съветник по външната политика на президента и говорител на Министерството на външните работи.

## Памет
На Георги Богровски е наречена улица в квартал „Горна баня“ в София (Карта).